# Dimitri Claeys
Dimitri Claeys, né le 18 juin 1987 à Mont-Saint-Amand, est un coureur cycliste belge.

## Biographie
Son petit frère Arno est également coureur cycliste.
Fin 2015, il signe un contrat d'un an avec l'équipe continentale professionnelle Wanty-Groupe Gobert.
En août 2016, il signe un contrat avec l'équipe continentale professionnelle française Cofidis.
En mai 2018, il remporte les Quatre jours de Dunkerque avec une seconde d'avance sur André Greipel.
En aout 2019, il termine neuvième de la Polynormande.
Après quatre années passé au sein de l'équipe Cofidis, il rejoint l’équipe Qhubeka-ASSOS en 2021.
En 2022 Dimitri Claeys roule à nouveau pour la formation belge de l'UCI World Tour Wanty-Groupe Gobert. Il a signé pour un an.

## Palmarès et classements mondiaux

### Palmarès sur route
- 2004
  - 3e de la Flèche du Brabant flamand
- 2005
  - Flèche du Brabant flamand
  - 2e du Grand Prix Bati-Metallo
  - 2e du Trophée des Flandres
  - 2e du Circuit Mandel-Lys-Escaut juniors
  - 3e du Tour du Valromey
- 2007
  - 5ea étape du Tour de Lleida (contre-la-montre par équipes)
- 2008
  -  Champion de Belgique sur route espoirs
- 2009
  -  Champion de Belgique sur route espoirs
- 2010
  - 3e du Grand Prix des Marbriers
- 2012
  - Champion de Flandre-Orientale du contre-la-montre
  - Omloop van de Braakman
  - Grand Prix d'Affligem
  - 2e de Zillebeke-Westouter-Zillebeke
  - 2e de la Wingene Koers
  - 3e du Circuit Het Nieuwsblad espoirs
- 2013
  - Champion de Flandre-Orientale du contre-la-montre
  - La Gainsbarre
  - Tour du Piémont Vosgien
  - Circuit Het Nieuwsblad espoirs
  - 4e étape du Tour de Côte-d'Or
  - 4e étape des Trois jours de Cherbourg
  - 4e étape du Tour de Moselle
  - 3e de la Flèche ardennaise
  - 3e du Tour de Côte-d'Or
  - 3e du championnat de Belgique du contre-la-montre elites sans contrat
- 2014
  - À travers les Ardennes flamandes
  - Grand Prix Lucien Van Impe
  - Circuit Het Nieuwsblad espoirs[6]
  - Classement général du Tour du Brabant flamand
  - Omloop van de Grensstreek
  - Tour de Moselle :
    - Classement général
    - 1re et 2e étapes

  - 2e du Circuit de Wallonie
  - 3e de La Gainsbarre
- 2015
  - Tour de Normandie :
    - Classement général
    - 2e étape

  - 4e étape du Tour de Croatie
  - 1re étape du Paris-Arras Tour (contre-la-montre par équipes)
  - Internationale Wielertrofee Jong Maar Moedig
  - Grand Prix de la ville de Pérenchies
  - 2e de la Ster van Zwolle
  - 2e du Tour du Limbourg
  - 2e du Circuit Het Nieuwsblad espoirs
  - 2e d'À travers les Ardennes flamandes
  - 2e du Grand Prix Jef Scherens
  - 2e du GP Impanis-Van Petegem
  - 2e du Duo normand (avec Olivier Pardini)
  - 3e de l'UCI Europe Tour
- 2016
  - 3e étape du Tour de Wallonie
  - Grand Prix Jef Scherens
  - 2e de l'Internationale Wielertrofee Jong Maar Moedig
  - 9e du Tour des Flandres
- 2018
  - Quatre Jours de Dunkerque
  - 2e du Grand Prix de Wallonie
- 2019
  - Famenne Ardenne Classic
- 2020
  - 6e du Tour des Flandres

Podiums
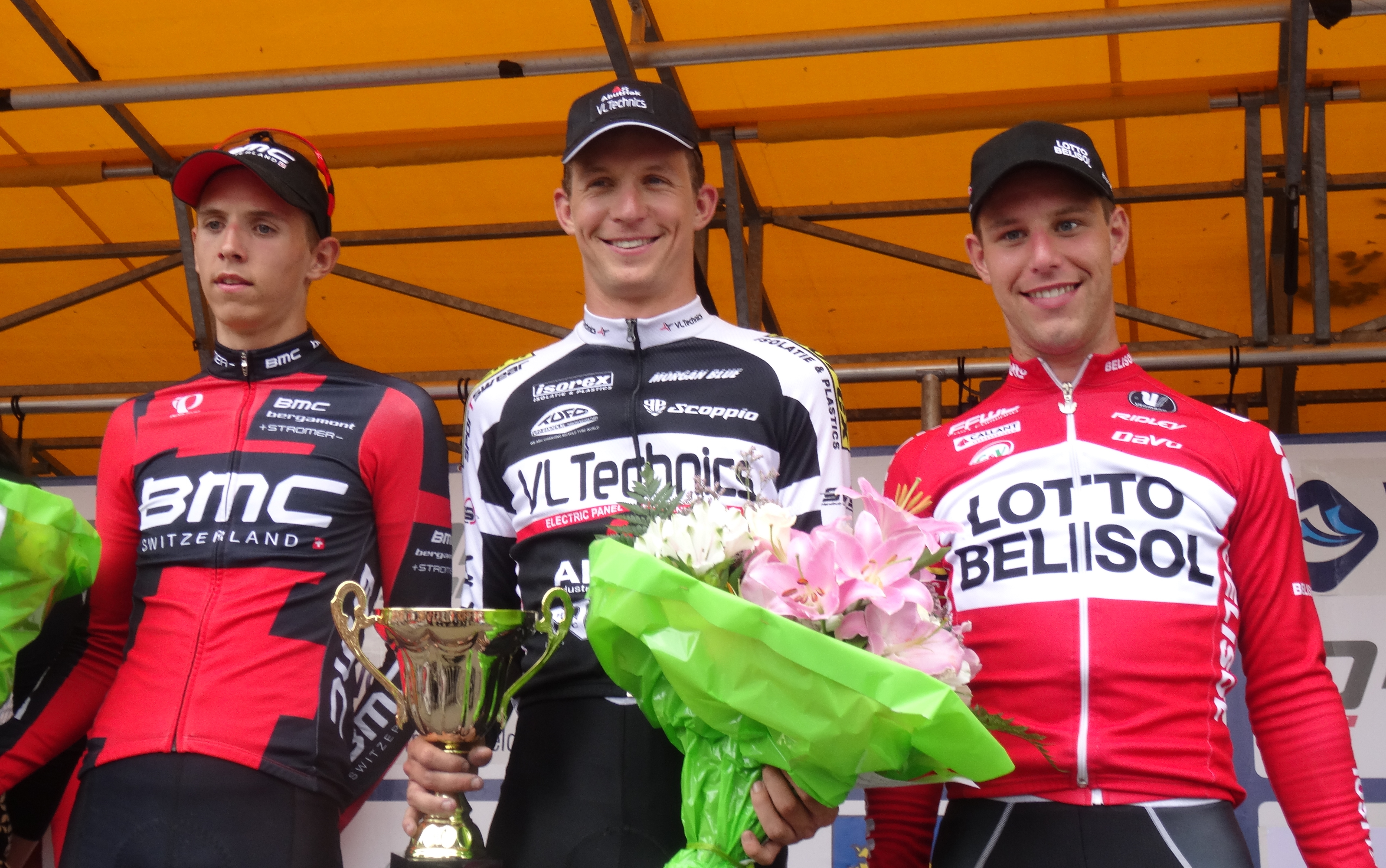
Podium de l'édition 2014 du Circuit Het Nieuwsblad espoirs : Dylan Teuns (2e), Dimitri Claeys (1er), et Jef Van Meirhaeghe (3e).
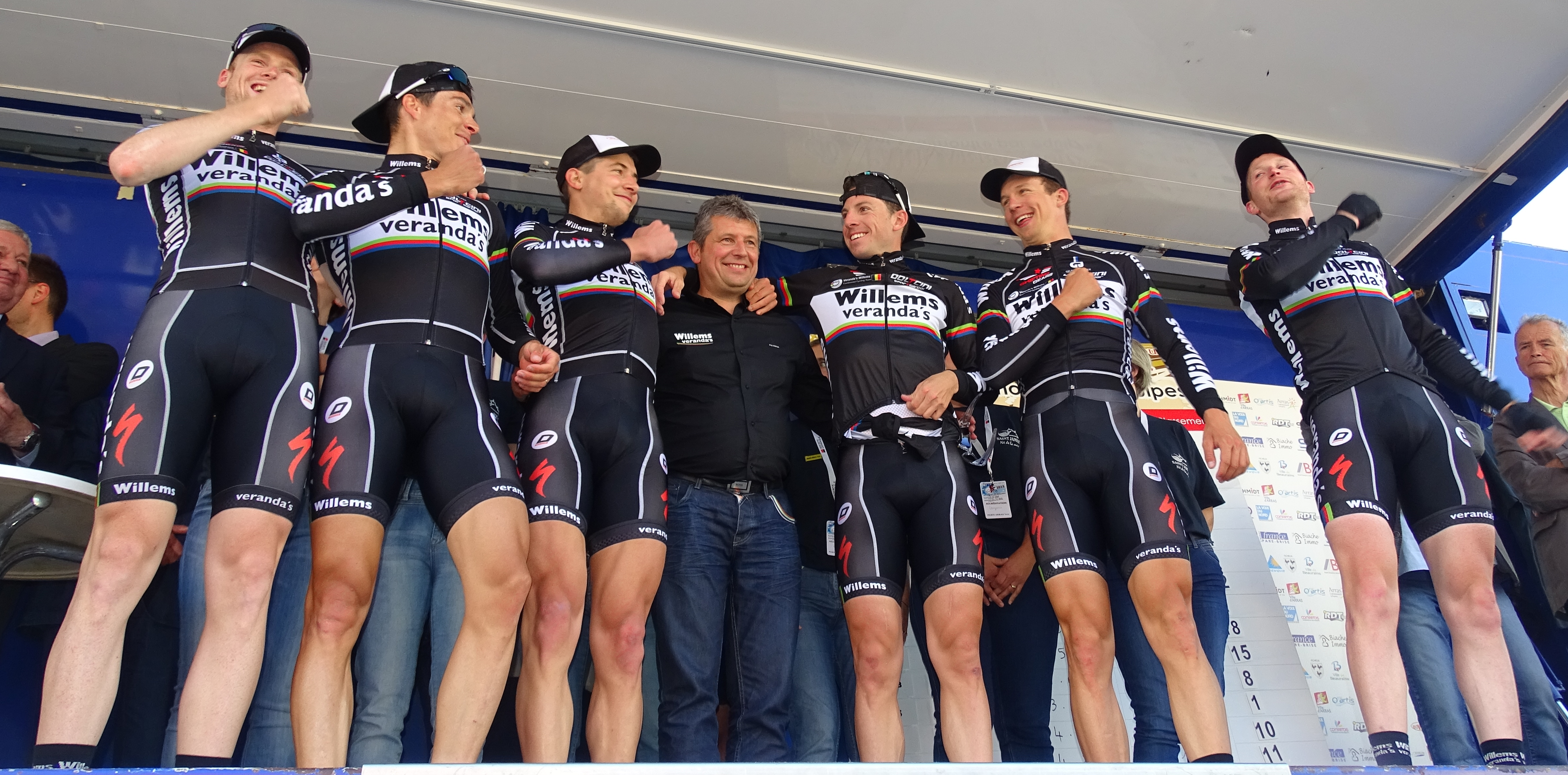
L'équipe Verandas Willems, constituée de Stef Van Zummeren, Olivier Pardini, Christophe Prémont, du directeur sportif Gautier De Winter, Gaëtan Bille, Dimitri Claeys et Joeri Calleeuw, remporte le contre-la-montre par équipes de la 1re étape du Paris-Arras Tour 2015.
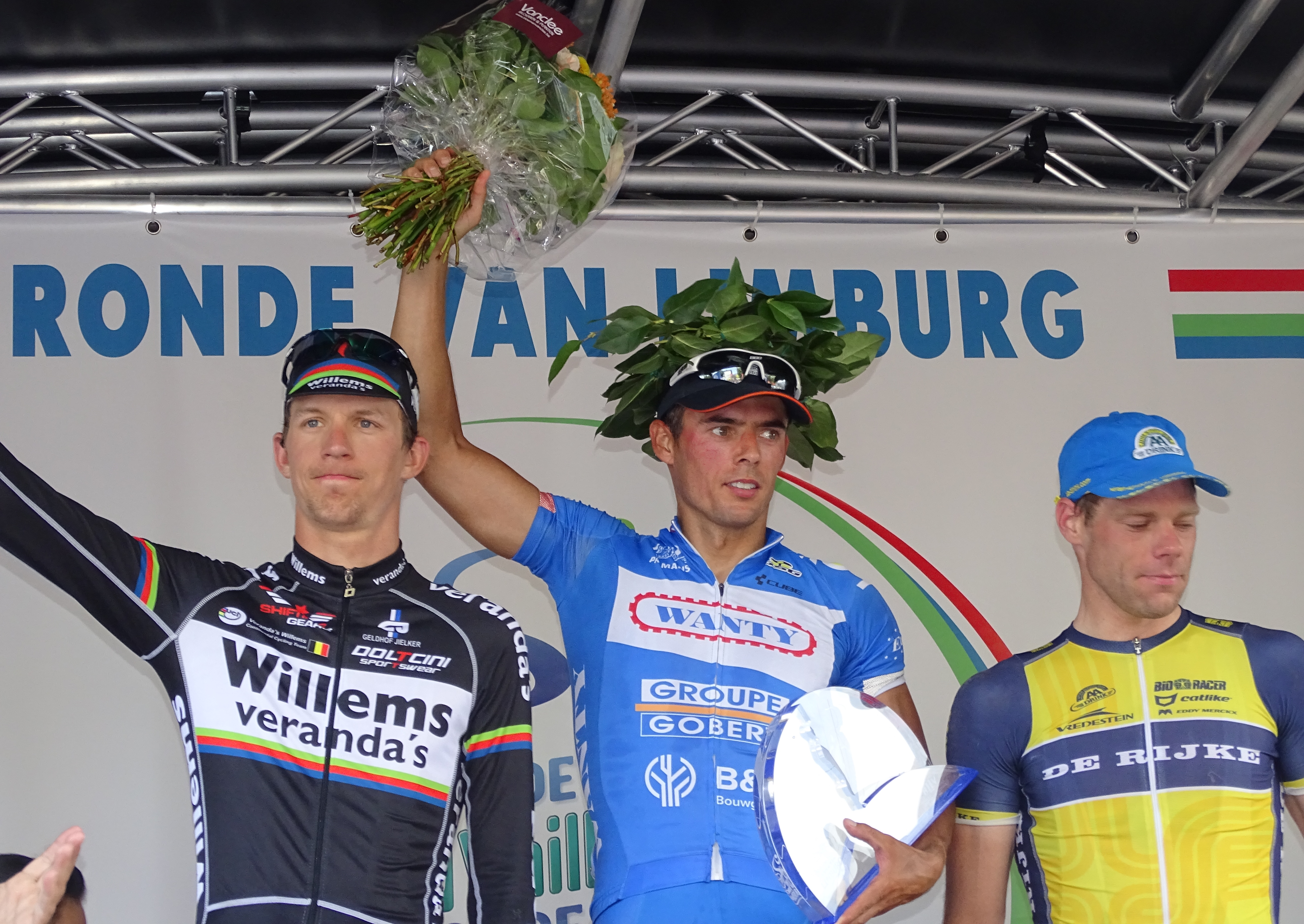
Podium de l'édition 2015 du Tour du Limbourg : Dimitri Claeys (2e), Björn Leukemans (1er) et Wouter Mol (3e).
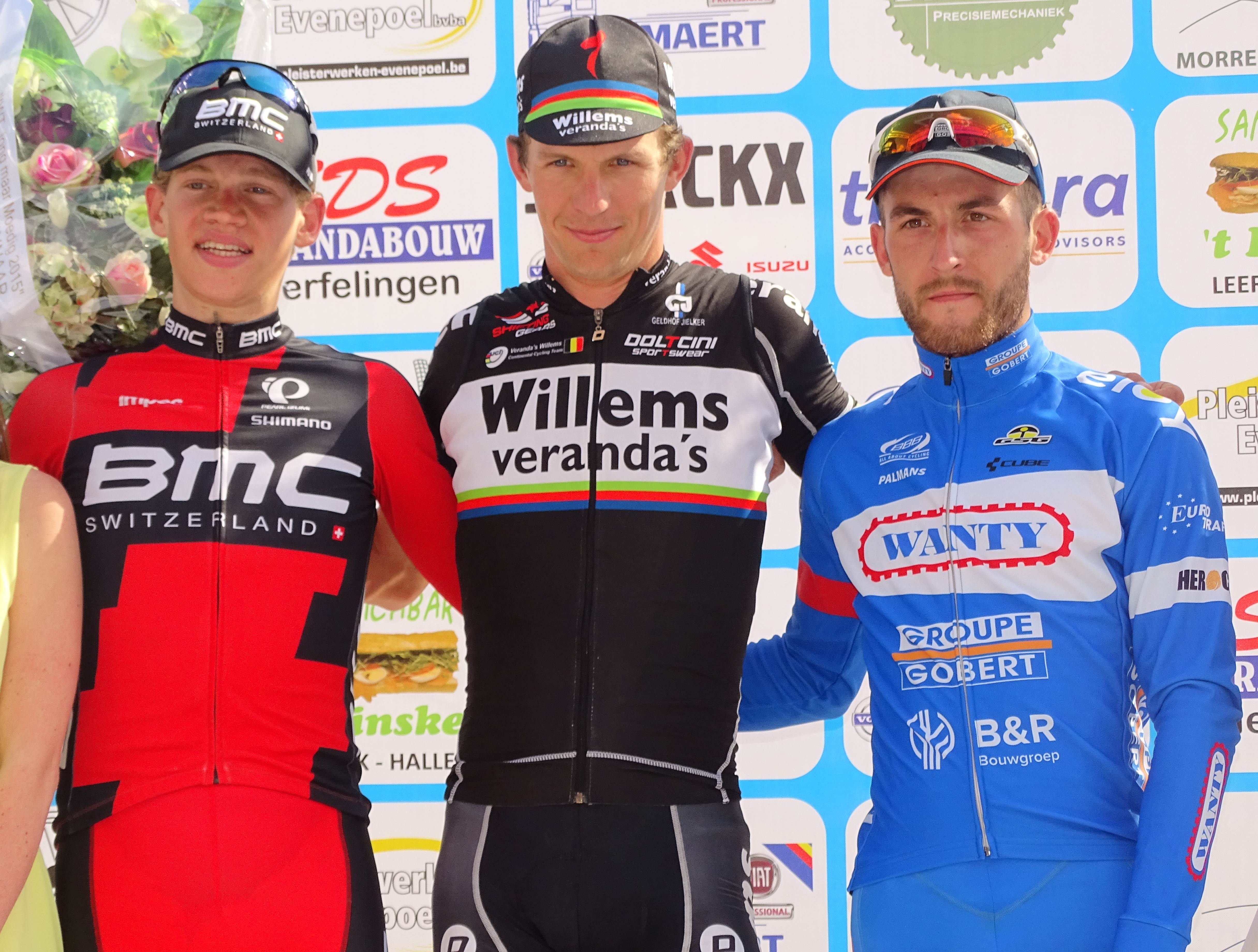
Podium de l'édition 2015 de l'Internationale Wielertrofee Jong Maar Moedig : Floris Gerts (2e), Dimitri Claeys (1er) et Tim De Troyer (3e).
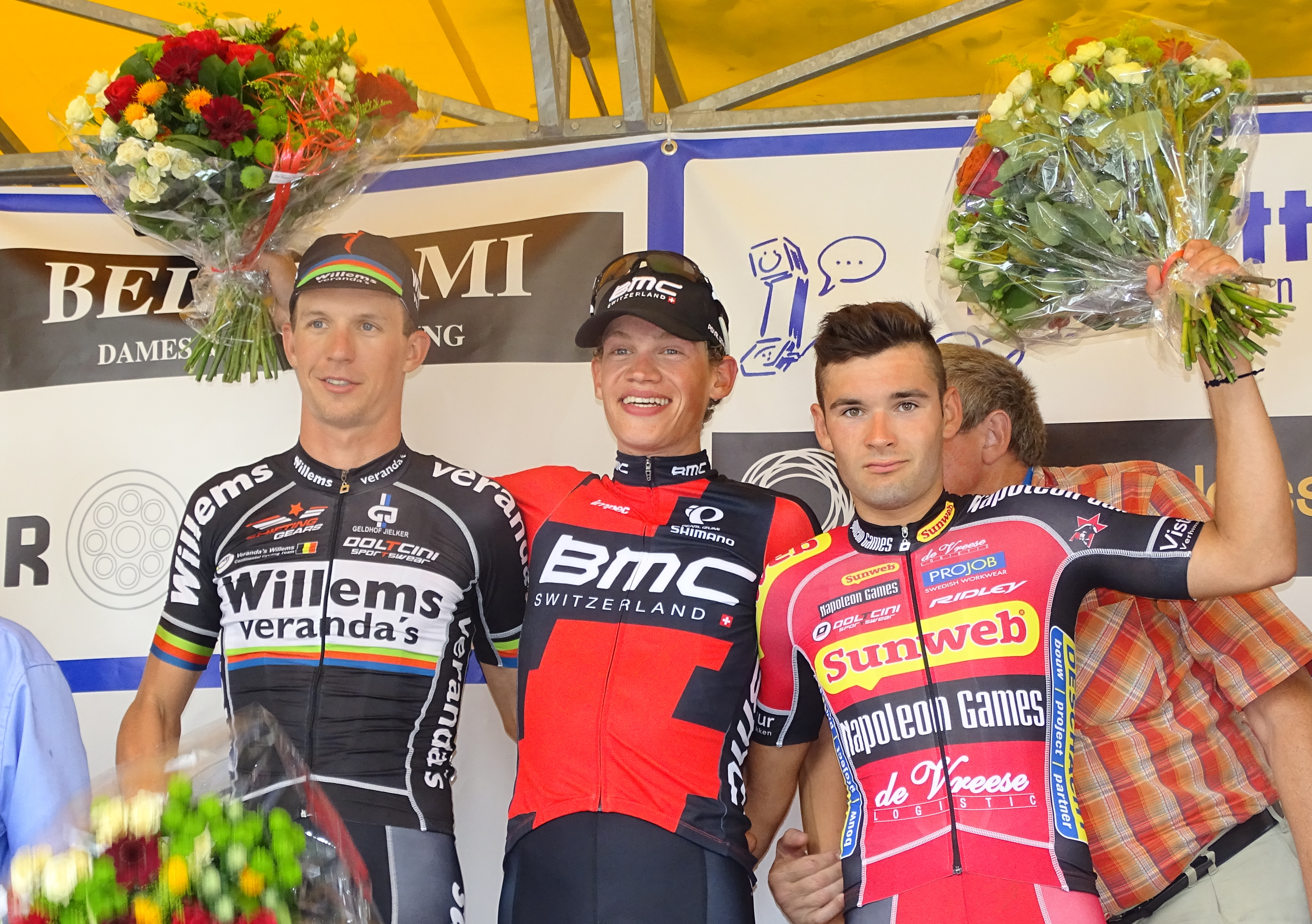
Podium de l'édition 2015 du Circuit Het Nieuwsblad espoirs : Dimitri Claeys (2e), Floris Gerts (1er) et Gianni Vermeersch (3e).
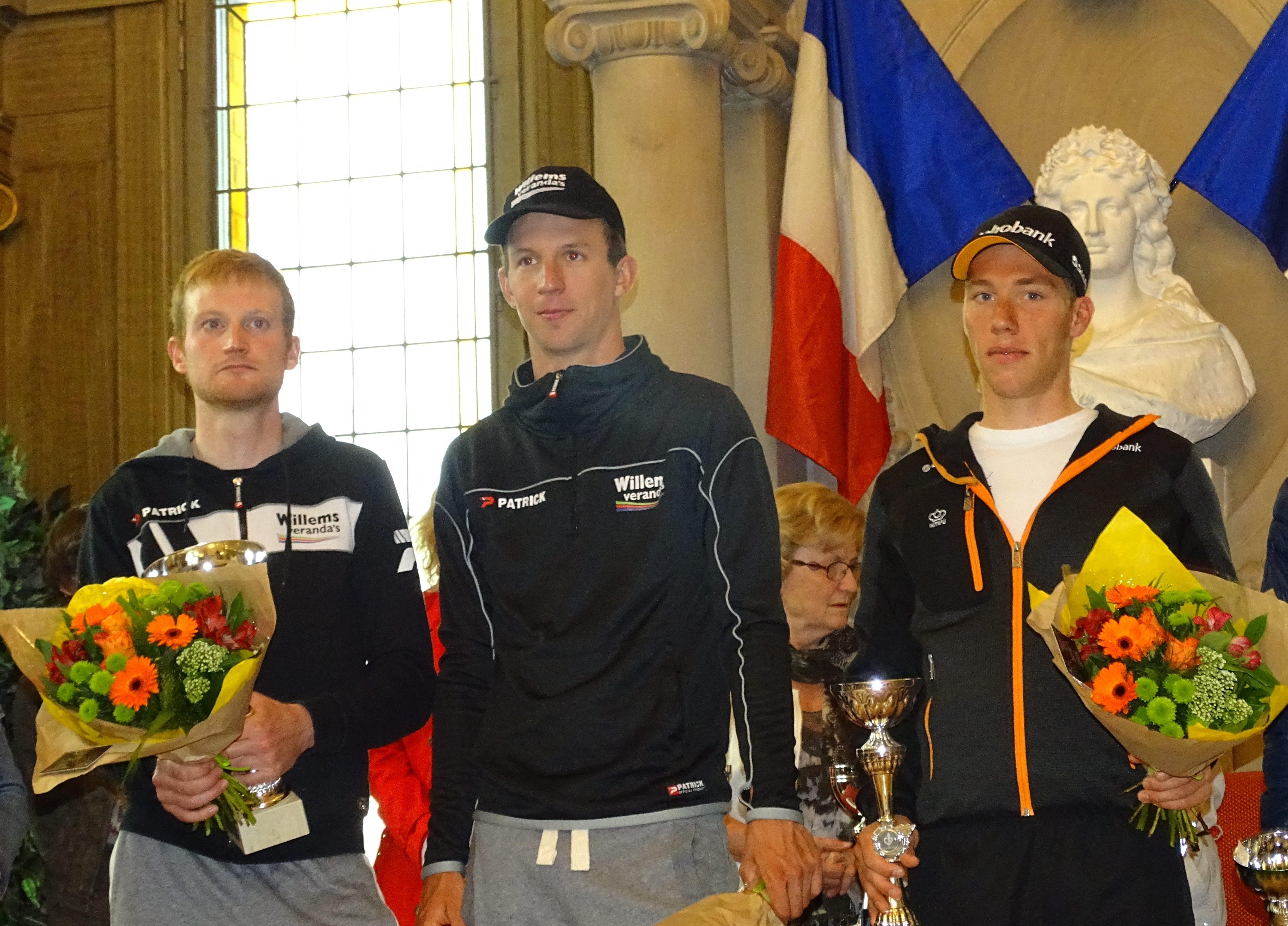
Podium de l'édition 2015 du Grand Prix de la ville de Pérenchies : Joeri Calleeuw (2e), Dimitri Claeys (1er) et Stan Godrie (3e).
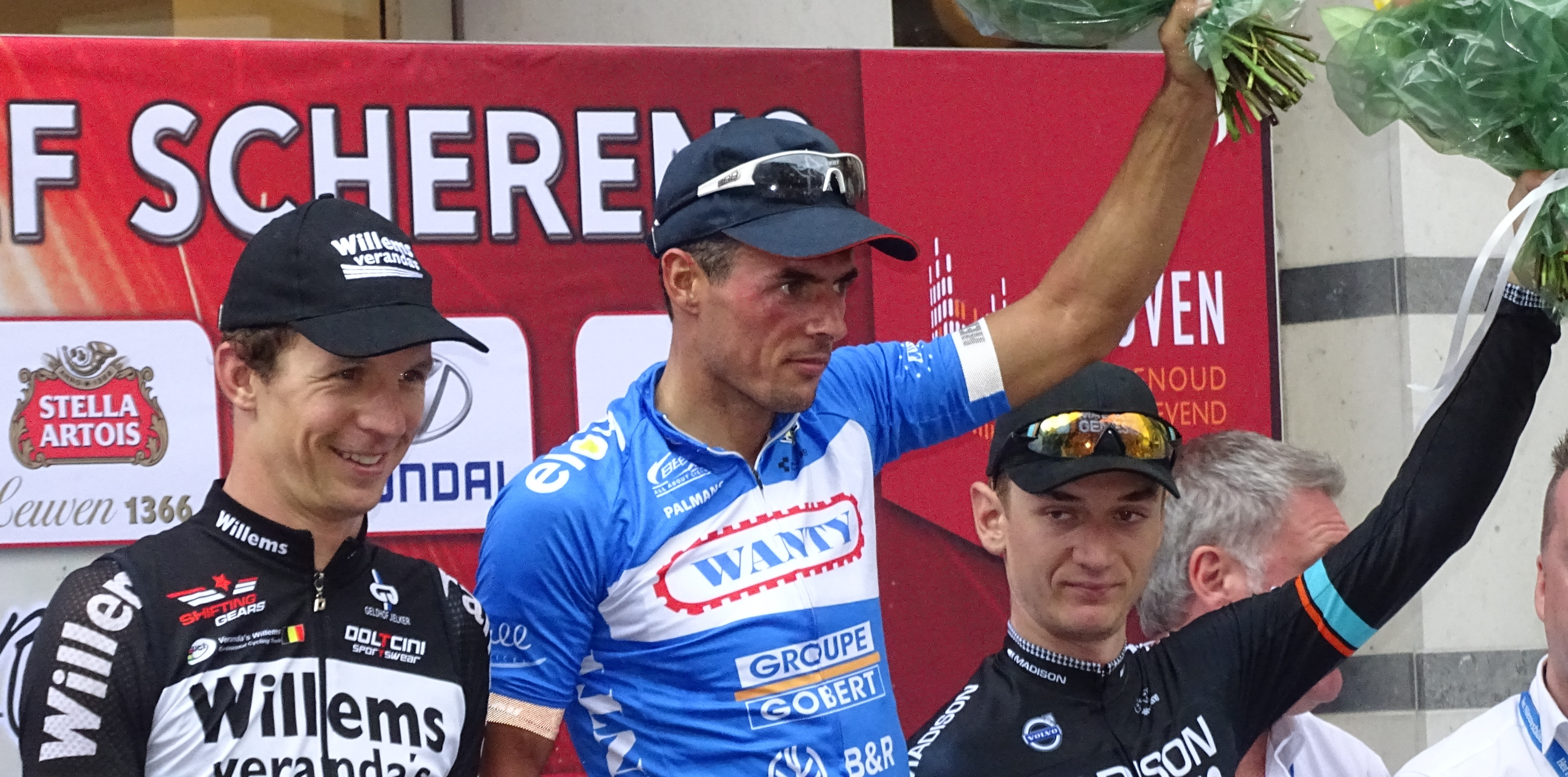
Podium de l'édition 2015 du Grand Prix Jef Scherens : Dimitri Claeys (2e), Björn Leukemans (1er) et Mark McNally (3e).

### Résultats sur les grands tours

#### Tour de France
2 participations
- 2017 : 163e
- 2018 : 130e

#### Tour d'Espagne
1 participation
- 2021 : 105e

### Classements mondiaux
| Année                                 | 2010 | 2011 | 2012 | 2013 | 2014 | 2015 | 2016 | 2017 | 2018 | 2019 | 2020 | 2021 |
| ------------------------------------- | ---- | ---- | ---- | ---- | ---- | ---- | ---- | ---- | ---- | ---- | ---- | ---- |
| Classement mondial                    |      |      |      |      |      |      | 104e | 398e | 176e | 335e | 189e | 310e |
| UCI Europe Tour                       | 432e | nc   | 489e | 255e | 176e | 3e   | 36e  | 244e | 60e  | 272e | 156e | 262e |
|                                       |      |      |      |      |      |      |      |      |      |      |      |      |
| Légende : nc = non classéSource : UCI |      |      |      |      |      |      |      |      |      |      |      |      |